# Serbiske dinarer
Serbisk dinar er møntenheden i Serbien. 1 dinar inddeles i 100 para. Valutakoden (ISO 4217) er RSD
| Artikelstump | Spire Denne artikel om penge eller valuta er en spire som bør udbygges. Du er velkommen til at hjælpe Wikipedia ved at udvide den. |